# 若殿研修
若殿研修（わかどのけんしゅう）とは中央省庁のキャリア官僚の若手時代における人事慣行。

## 概要
20歳代前半で国家公務員1種試験（旧高等文官試験）に合格して官庁入りしたキャリア官僚の中には一部の官庁では20歳代後半（一部は30歳代前半を含む）に地方出先機関でトップとなる人事慣行が存在していた。そのため、父親のような年齢の部下たちを従える地方出先機関トップがしばしば見られた。
有名なのは大蔵省（現:財務省）であるが、大蔵省以外でも警察庁や郵政省（現:総務省、日本郵政グループ）、農林水産省などでも存在した。
1990年代後半に官僚の不祥事が発覚し注目されたことが契機となって1998年度から自粛し、地方出先機関でトップとなる年齢を原則として35歳以上とする方針を内閣が発表する形で1999年度に廃止となった。

### 大蔵省
大蔵省ではキャリアとして採用された官僚のほぼ全員が入省6年目か7年目に20歳代後半（一部は30歳代前半）の年齢で全国各地の税務署長に配属される人事慣行があった。着任は毎年7月に行われた。
池田勇人（1925年入省）や福田赳夫（1929年入省）、大平正芳（1936年入省）ら大蔵省出身の首相経験者も20歳代に税務署長を経験しており、若いうちに税務署長を配属させる人事慣行自体は戦前から存在した。大蔵キャリア官僚が入省6年目か7年目に20歳代後半（一部は30歳代前半）の年齢で税務署長に配属される慣例は1960年代には定着したとされる。
大蔵省大臣官房秘書課によると、この人事慣行について「本省以外にも幅広い経験をしてもらうため」とし、「国民の生の意見を勉強する」「人事権者として組織運営を学ぶ」「新種の気性と新鮮な感覚で、税務行政や人事管理の改革向上が期待できる」という意味があるとしていた。
配属直前には先輩官僚である国税庁長官から訓示を受けるのが通例であるが、田中角栄の大蔵大臣在任時は政治家である大蔵大臣から訓示を受けることがあった。
若手キャリア官僚の出向先としては一流の税務署ではなく、また日本共産党系の民主商工会等が強い地域は避けられ、問題が少なくややローカルで保守色が強い地域の中規模の税務署に配属されることが多かった。なお、出身地の税務署には配属しないという内規があるとされた。
税務署長は税務署組織の最高責任者であり税務調査や重加算税など自身の下した決断が法的効力を持つ「行政処分」になる役職であり、このような役職は本省では局長までない。一方で、税務署長は税務の知識があまりなくても務まる仕組みになっているとされる。実務は次期署長と目される年輩の税務職員であるノンキャリアの署ナンバー2（副署長又は総務部長）が行っていた。ノンキャリアの署ナンバー2は若手キャリア官僚の署長の面倒を一年間みられるかによって、次のポストである署長への昇格・栄転が決まるとされた。若手キャリア官僚が「若殿」と言われるのに対して、ノンキャリアの署ナンバー2は「家老」と言われることがあった。
1958年に大蔵キャリア官僚として採用されて1965年に岸和田税務署長を経験した柿澤弘治によると、若手官僚の税務署長は「実務には殆どタッチせず、対外的に顔であることに徹するタイプ」「積極的に実務に介入するも現実との違和感ばかり大きくなって傷ついて本省に戻るタイプ」「お客様扱いされて何もしないで帰ってくるタイプ」の3つに分類されるとしている。対外的に顔であることに徹するタイプは、本省で蓄積した経済理論や財政金融等の現状について、地元の経済界や産業界の面々に講演会等を行うケースがよくあり、地場産業にだけ目が向きがちな地元経営者層にとって、新鮮な情報に触れられると評価される例もあった。
一方で、若手時代に税務署長を経験しない方が出世した例もあったという。
大蔵省に絡む取材をしているジャーナリストの岸宣仁によると、大蔵キャリア官僚にとって「（税務署長は）若き日の憧れのポスト」「『今までのポストでもう一度やりたいのは何ですか』と尋ねられると十人中十人が『税務署長』と答える」と述べている。秦郁彦（1956年入省）によると、30歳代前に税務署長という一城の主になれることが大蔵省においてキャリア官僚希望者に対する求人対策の目玉となっていたという。
なお、中島義雄財政金融研究所所長（1966年入省・1971年三条税務署長）や田谷廣明東京税関長（1968年入省・1973年室蘭税務署長）のように、税務署長経験者にもかかわらず税法に精通していないことが取り沙汰されたことがある。キャリア官僚制度に批判的な人からは「若殿」ではなく「バカ殿」と呼ばれることもあった。
大蔵省キャリアとして1981年に入省した石井菜穂子が1988年7月に弘前税務署長に就任し、女性キャリア初の税務署長が誕生した。大蔵省キャリアとして1982年に入省した朝長さつき（後の片山さつき）が1989年7月に海田税務署長に就任し、女性キャリア組で2人目の税務署長が誕生した。
大蔵省の若手官僚の税務署長就任は1995年度は24人、1996年度は11人、1997年度は8人であった。
1998年に大蔵省接待汚職事件が発覚し注目され、「宴席で上座に座らされ、過剰なエリート意識を生んだ」として若手キャリア官僚の税務署長出向が接待慣れの温床になっていると批判が相次いだことを受け、松永光大蔵大臣も見直しを表明して1998年度は自粛し、1999年度から税務署長は原則として35歳以上とする方針が発表される形で若手キャリア官僚の税務署長出向の人事慣行は廃止となった。

### 大蔵省以外
警察庁
警察庁ではキャリア官僚は警察庁入庁の時点で警部補となり、都合3年半で警部を経て警視へ昇進し、20歳代で警察署長になる者もいる。ただ、若い時期にほぼ全員が税務署長を経験する大蔵省とは異なり、警察庁で若い時期に警察署長を経験するのは数人であった。
学生運動が盛んだった時期は東京都文京区本郷に所在する東京大学本郷キャンパス近くの本富士警察署や慶應義塾大学三田キャンパス近くの三田警察署の署長はキャリア官僚の指定ポストとなっていた。それは東京大学卒業のキャリア官僚のほうが大学当局とつうかあの関係になれたからとされる。学生運動が収まった1990年代に入ると本富士警察署や三田警察署の署長はキャリア官僚の指定ポストではなくなった。
本富士警察署の署長は警察キャリア官僚の最右翼の出世コースとして引き合いに出されることがあった。
1999年度から若手官僚を警察署長に配属させる人事は廃止となった。
郵政省
郵政省では入省6、7年目のキャリア官僚を「現場で利用客に接するために必要」として小都市の郵便局長に配属させていた。
1986年7月には郵政省キャリアとして採用されて1980年に入省した佐村智子が神奈川県葉山町に所在する葉山郵便局の局長に就任し、女性キャリア初の普通郵便局の局長が誕生した。
郵政省の若手キャリア官僚の郵便局長就任は1995年度は14人、1996年度は16人、1997年度は8人であった。
1998年度から若手官僚を郵便局長に配属させる人事を自粛し、1999年度から廃止となった。
農林水産省
農林水産省では一部のキャリア官僚について30歳代前半までに営林署長（現:森林管理署長）に配属させる人事慣行が存在した。
1989年4月には農水省キャリアとして採用された女性が34歳で前橋営林局水上営林署長に就任し、女性初の営林署長が誕生した。
1999年度に若手官僚を営林局長に配属させる人事を廃止した。